# Constante de structure fine gravitationnelle
 (septembre 2013).
Si vous disposez d'ouvrages ou d'articles de référence ou si vous connaissez des sites web de qualité traitant du thème abordé ici, merci de compléter l'article en donnant les références utiles à sa vérifiabilité et en les liant à la section « Notes et références ».
Ne pas confondre avec la constante de structure fine.
En physique, la constante de structure fine gravitationnelle (en anglais : gravitational fine structure constant ou gravitational fine-structure constant) ou constante adimensionnelle de couplage gravitationnel (dimensionless gravitational coupling constant) ou, simplement, constante de couplage gravitationnel (gravitational coupling constant) est la constante de couplage associée à l'interaction fondamentale qu'est la gravitation. Elle consiste en une combinaison de constantes fondamentales qui donne un ordre de grandeur de l'influence des forces gravitationnelles en mécanique quantique. Combinée à une autre combinaison appelée constante de structure fine (qui est à l'origine de son nom — voir ci-dessous), elle donne l'ordre de grandeur du rapport entre les forces électriques et gravitationnelles entre deux particules élémentaires. 

## Historique
D'après Mario Rabinowitz, la constante a été introduite, en 1916, par le physicien théoricien allemand Arnold Sommerfeld.

## Notation
La constante est d'ordinaire notée αG, notation composée de la lettre α minuscule de l'alphabet grec suivie, à droite et en indice, de la lettre G majuscule de l'alphabet latin.
La lettre α, qui est le symbole de la constante de structure fine (électromagnétique), dénote que la constante de couplage est adimensionnée.
La lettre G, qui est le symbole de la constante de gravitation, dénote que la constante de couplage est associée à l'interaction gravitationnelle.

## Expressions
D'après C. Sivaram, la constante de couplage connaît trois expressions, selon que l'interaction gravitationnelle est celle de deux protons (1), d'un proton et d'un électron (2) ou de deux électrons (3) :
{\displaystyle \alpha _{\mathrm {G} }={\frac {Gm_{\mathrm {p} }^{2}}{\hbar {c}}}} (1)
{\displaystyle \alpha _{\mathrm {G} }={\frac {Gm_{\mathrm {p} }m_{\mathrm {e} }}{\hbar {c}}}} (2)
{\displaystyle \alpha _{\mathrm {G} }={\frac {Gm_{\mathrm {e} }^{2}}{\hbar {c}}}} (3)
où G est la constante de gravitation, mp la masse du proton, ℏ la constante de Planck réduite et c la vitesse de la lumière.
Michael J. Clark présente l'expression de la constante de couplage pour deux unités de masse, à savoir l'unité de masse atomique unifiée (4) et la masse de Planck (5) :
{\displaystyle \alpha _{\mathrm {G} }={\frac {Gu^{2}}{\hbar {c}}}} (4)
où u est l'unité de masse atomique unifiée,
{\displaystyle \alpha _{\mathrm {G} }={\frac {Gm_{\mathrm {P} }^{2}}{\hbar {c}}}=\left({\frac {2\pi {l_{\mathrm {P} }}}{\lambda _{\mathrm {C} }}}\right)^{2}=l_{\mathrm {P} }^{2}k_{\mathrm {C} }^{2}} (5)
où mP est la masse de Planck, lP la longueur de Planck, λC la longueur d'onde de Compton et kC le nombre d'onde angulaire de Compton.

## Valeur numérique
αG ≈ 5,90 × 10-39.

## Étymologie
Le nom peu évocateur de « constante de structure fine gravitationnelle » est motivé par la seule analogie avec la constante de structure fine, dont le nom lui-même résulte de son apparition dans l'étude du spectre de l'atome d'hydrogène. La différence entre ces deux constantes est que l'on fait intervenir la gravité et non les forces électrostatiques dans leurs définitions respectives.

## Importance dans le contexte astrophysique
En astrophysique, de nombreux calculs d'ordre de grandeur font intervenir la constante de structure fine gravitationnelle, soit seule, soit en combinaison avec la constante de structure fine, car dans de nombreux contextes, on est amené à faire intervenir le rapport entre les forces forces électriques et forces gravitationnelles s'exerçant entre deux protons, c'est-à-dire le rapport 
{\displaystyle {\frac {\frac {q^{2}}{4\pi \epsilon _{0}r^{2}}}{\frac {Gm_{\rm {p}}^{2}}{r^{2}}}}}.
Les deux forces décroissant de la même manière avec la distance, leur rapport est indépendant de la distance séparant les particules, et se trouve être égal au rapport de la constante de structure fine et de la constante de structure fine gravitationnelle. Ce rapport est extrêmement élevé :
{\displaystyle {\frac {\alpha }{\alpha _{G}}}\simeq 1,\!24\times 10^{36}},
signe que les forces électrostatique sont, à l'échelle microscopique, largement supérieures aux forces gravitationnelles. Ce n'est que pour de gros objets que les forces gravitationnelles peuvent prendre le pas sur les forces électrostatiques, grâce au fait que ces dernières se compensent par le fait que des particules de charge négative (les électrons) existent en abondance égale avec particules de charge positive (les protons).
En particulier, les calculs indiquent que ce rapport intervient dans le calcul de la masse M* d'une étoile ordinaire, approximativement donnée par la formule
{\displaystyle M_{*}\sim m_{\rm {p}}\left({\frac {m_{\rm {p}}}{m_{\rm {e}}}}\right)^{\frac {3}{4}}\left({\frac {\alpha }{\alpha _{G}}}\right)^{\frac {3}{2}}},
où me est la masse de l'électron. L'énormité du rapport α/αG indique que le nombre de nucléons d'une étoile est considérable, de l'ordre de 1057, donnant lieu à une masse de l'ordre de la masse solaire, soit environ 2×1030 kg.
Dans un contexte assez similaire, on peut également montrer que la masse Mg d'une galaxie est probablement fonction de ce même rapport, par une formule (légèrement plus incertaine) du type
{\displaystyle M_{\rm {g}}\sim m_{\rm {p}}{\frac {\alpha ^{5}}{\alpha _{G}^{2}}}\left({\frac {m_{\rm {p}}}{m_{\rm {e}}}}\right)^{\frac {1}{2}}}.